# Tolerancia social

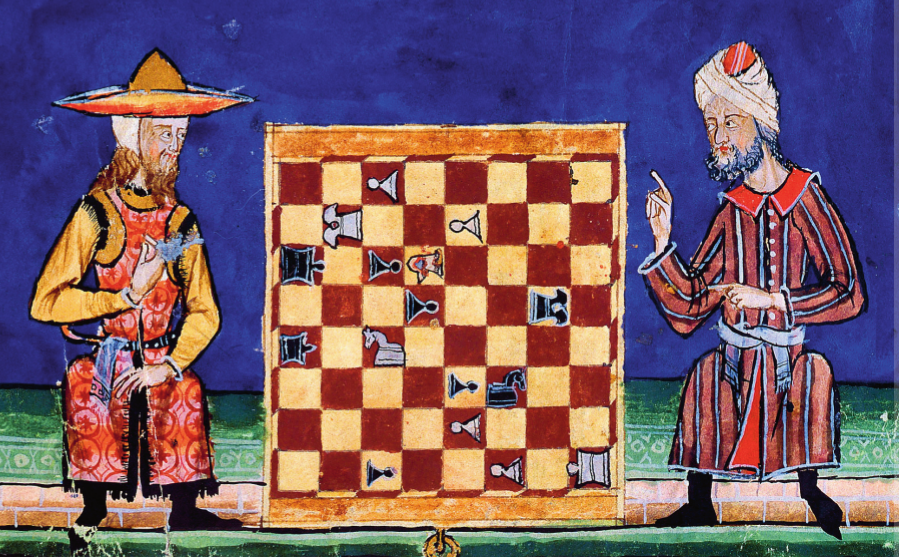
Miniatura del Libro del ajedrez, dados y tablas de Alfonso X el Sabio que representa a un judío (izquierda) y a un musulmán (derecha) jugando al ajedrez.

Tolerancia se refiere a la capacidad de respetar las ideas, preferencias, formas de pensamiento o comportamientos de las demás personas.El Diccionario Random House define a la tolerancia como "una actitud justa, objetiva y permisiva hacia aquellos cuyas opiniones, creencias, prácticas, orígenes raciales o étnicos, etc., difieren de los propios". (La palabra proviene del latín tolerantĭa, que significa «cualidad de quien puede aceptar»). El concepto surgió en Francia a finales del siglo XVI durante las guerras de religión que enfrentaron a católicos y protestantes. Designaría inicialmente la indulgencia hacia la opinión de los demás sobre los puntos del dogma que la Iglesia no consideraba como esenciales. Así, nació con un sentido peyorativo pues se trataba de soportar lo que no se podía erradicar. El sentido positivo del término se afirmó en el siglo siguiente con John Locke y Pierre Bayle y la Ilustración del siglo XVIII lo convierte en uno de sus valores fundamentales con el significado de aceptación de las otras creencias.
Por su parte, la tolerancia hacia quienes profesan de manera pública creencias o religiones distintas a la nuestra. Es un concepto relacionado con la aceptación y con la consideración ante las acciones u opiniones de otras personas cuando estas son diferentes de las propias o se contraponen al marco personal de creencias. La tolerancia se erige como un valor básico para convivir armónica y pacíficamente. No solo se trata de permitir lo que los demás digan o hagan, sino de reconocer y aceptar la individualidad y las diferencias de cada ser humano. Se considera que la tolerancia constituye la base de la buena convivencia entre personas de diferentes culturas, credos, etnias, y modos de vida.

## Generalidades
A nivel individual, la tolerancia es la capacidad de aceptación de una situación o de otra persona o grupo considerados diferentes. La tolerancia individual se manifestará en la actitud que una persona tiene ante aquello que expresa valores diferentes a los suyos propios. También en la aceptación de una situación injusta en contra de los intereses propios o en contra de los intereses de terceras personas. Todo ello implica, evidentemente, capacidad para escuchar y aceptar a los demás.
Este comportamiento social se ha dado en todas las épocas de la humanidad y en todos los lugares del mundo como un medio para posibilitar la convivencia. Se admite que, en general, los valores y las normas colectivos son establecidos por el grupo que ostenta el poder político y el control social, y con ello establece, entre otras cosas, el grado de respeto o, por el contrario, la intensidad de la persecución de la que se va a hacer objeto a la persona que exprese actitudes y conceptos diferentes o problemáticos.

## Tolerancia e intolerancia
Generalmente, se considera que no hay tolerancia sin acción previa y ajena de incitación. La tolerancia es, así, un valor reactivo, impensable en condiciones previas a la convivencia e incluso a la de la convivencia problemática. Su antónimo, la intolerancia, puede manifestarse sin embargo con anterioridad a una incitación objetiva, a modo de programa defensivo preventivo. La tolerancia se expresa por lo general mediante una corta variedad de conductas muy similares, mientras que la intolerancia permite una mayor variedad de comportamientos, que van desde la ignorancia pasiva hacia el diferente hasta la persecución o el exterminio.
El término persecución ha sido usado históricamente para denotar actos de violencia indiscriminada, sean espontáneos o premeditados. La persecución entre seres humanos no se limita a grupos religiosos, étnicos o políticos. Cualquier diferencia identificable en apariencia o comportamiento puede servir de motor para una persecución. El fundamento tanto de la tolerancia como de la intolerancia y la persecución es la percepción de un individuo o un grupo como diferentes. Se considera que la persecución es la expresión de un rasgo general del comportamiento social, relacionado con el tribalismo y el ejercicio del poder por un grupo, que busca imponer o reforzar la sumisión a otros. A menudo la persecución no es reconocida como tal por los perseguidores, sino solamente por sus víctimas o por observadores externos.
La tolerancia es principalmente una elección dictada por una convicción, a veces condescendiente y a veces forzada penalmente. Pero también es fomentada persuasivamente por los medios de comunicación al servicio de los intereses del grupo de control, sea este el que posee las herramientas formales de gobierno o el que, en posición de debilidad relativa de este, ejerce la oposición.
Helen Keller decía «La mejor consecuencia de la educación es la tolerancia». Es más difícil comprender un comportamiento y acabar aceptándolo cuanto menos conoce uno los orígenes del mismo. Si la educación, según ciertos conceptos de esta, consiste entre otras cosas en informar y dar a conocer a los alumnos los mundos ajenos a su cotidianidad vital (a diferencia de otras nociones pedagógicas partidarias de la experiencialidad vacía de contenidos, por ejemplo), puede, en efecto, constituirse en vehículo de tolerancia, y probablemente lo viene siendo históricamente de modo implícito.
El comienzo de la tolerancia fue la base del pensamiento liberal. Su aceptación no tuvo un completo éxito en Europa, ya que hubo algunos países que no la pusieron a prueba.

## Tolerancia civil
Puesto que las mentalidades individuales evolucionan por lo general más rápido que las leyes, a menudo se da un desfase entre la moral social, convenida implícita y de forma colectiva y las leyes civiles. Así, algunas disposiciones de la ley pueden, en un momento dado, ser reconocidas como inadecuadas y por eso, no ser aplicadas más que parcialmente o no ser aplicadas ni obedecidas en absoluto. Así, Georges Clemenceau decía en Au soir de la pensée: «Toda tolerancia se convierte a la larga en un derecho adquirido».
Históricamente, la primera noción en el sentido contemporáneo de tolerancia es la defendida por John Locke en su Carta sobre la tolerancia, que es definida por la fórmula «dejad de combatir lo que no se puede cambiar».
Desde un punto de vista social, permite aquello que es contrario a la moral o a la ética del grupo que ostenta el control social. Permite también desigualdades y diferencias dentro de la sociedad. Se trata principalmente de un comportamiento frente a una situación que se juzga mala, pero que se acepta porque no se puede hacer otra cosa. Se pueden citar como ejemplos las situaciones de esclavitud y tolerancia de la esclavitud a lo largo de la Historia, a pesar de las condenas a la misma por algunos grupos que se saldaron con catastróficos enfrentamientos sociales, y ello repetidamente; la sucesión a lo largo de la Historia entre el permiso y la prohibición de abortar para las mujeres y los que las asisten; el procesamiento y posterior encarcelamiento de familias inmigrantes por realizar prácticas tradicionales en sus hijas como la ablación genital mientras la circuncisión de los hijos varones es tolerada (lo cual plantea de modo muy intenso el no resuelto problema planteado por J. S. Mill de los límites de la tolerancia: ¿se debe ser tolerante con costumbres intolerantes, por ejemplo hacia el placer sexual femenino?); la denominada contemporáneamente violencia de género, el asesinato de mujeres a manos de su pareja sentimental, que ha provocado en España por ejemplo, cambios en el código penal y campañas institucionales denominadas tolerancia cero debido, según algunos, a la falta de movilización social ante el problema y, según otros, precisamente al hecho de tratarse España de uno de los países de la Unión Europea con cifras más bajas de este tipo de violencia (según encuesta europea realizada en todos los países de la UE), lo cual plantea la cuestión de si una legislación de este tipo puede implantarse con éxito en sociedades cuyo sentir colectivo no sea previamente favorable a la misma.
Pero en todo caso, las modalidades y la eficacia de las leyes dependen de hecho de la capacidad de las instituciones para hacer que se apliquen. Por ejemplo, los decretos Jean Zay (1936) prevén la prohibición de llevar signos religiosos y políticos en las escuelas francesas; sin embargo, la no aplicación de esos decretos ha conducido a promulgar una nueva ley sobre el mismo tema en 2004.

## Tolerancia y progreso

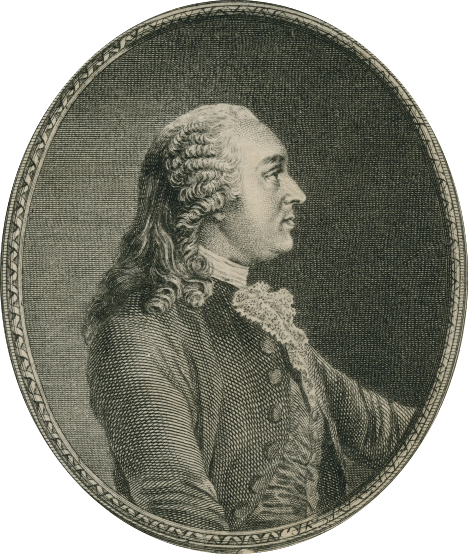
Anne Robert Jacques Turgot,

En el siglo XVIII, algunos de los filósofos de la Ilustración, señalaron la relación que existe entre una actitud de tolerancia y el progreso de los pueblos. El progreso en las ciencias, en la tecnología, en las leyes y costumbres solo podía desarrollarse en un marco adecuado de respeto y proliferación de ideas divergentes. Es algo que numerosos ilustrados señalaron reiteradamente, con la excepción de Rousseau, cuya visión del progreso difería. Así, la concepción de progreso desarrollada por Turgot en sus Discursos sobre el progreso humano parte de la idea de que el ser humano se encuentra en principio sobre el mundo como frente a un enigma. Solo mediante la experiencia y múltiples tanteos puede llegar a hacerse una imagen clara del mundo.
El mundo es para Turgot, en efecto, enigmático:

(...) y el hombre, cuando comienza a buscar la verdad, se encuentra en medio de un laberinto donde entra con los ojos vendados.

Esta idea conduce a una defensa de la tolerancia basada en la necesidad de que esta presida una continua investigación y búsqueda de la verdad. De hecho, este clásico defensor de la idea de progreso insiste en que todo intento de fosilización de una cultura, por muy meritoria que esta haya mostrado ser, atenta contra la lenta pero ascendente marcha del progreso.
Tenemos, pues, que fomentar la proliferación de ideas y aceptarlas todas como pasos necesarios en la construcción de la verdad.

Así, a fuerza de tantear, de multiplicar los sistemas, de agotar –por decirlo así– los errores, se llega finalmente al conocimiento de un gran número de verdades.

Esta idea reaparece en todos los representantes de la Ilustración: la necesidad de una tolerancia generalizada que permita el desarrollo de las ciencias y/o el progreso.
En la Carta sobre la tolerancia de Locke, se defiende de modo tajante la separación radical entre la religión y el Estado. El establecimiento de un imperio de la tolerancia implicaba la crítica a ciertas estructuras sociales y políticas. En este sentido, su defensa de la tolerancia va pareja a un fuerte espíritu crítico o al ataque contra el fanatismo de los gobiernos e Iglesias, esto resulta especialmente relevante en Voltaire.

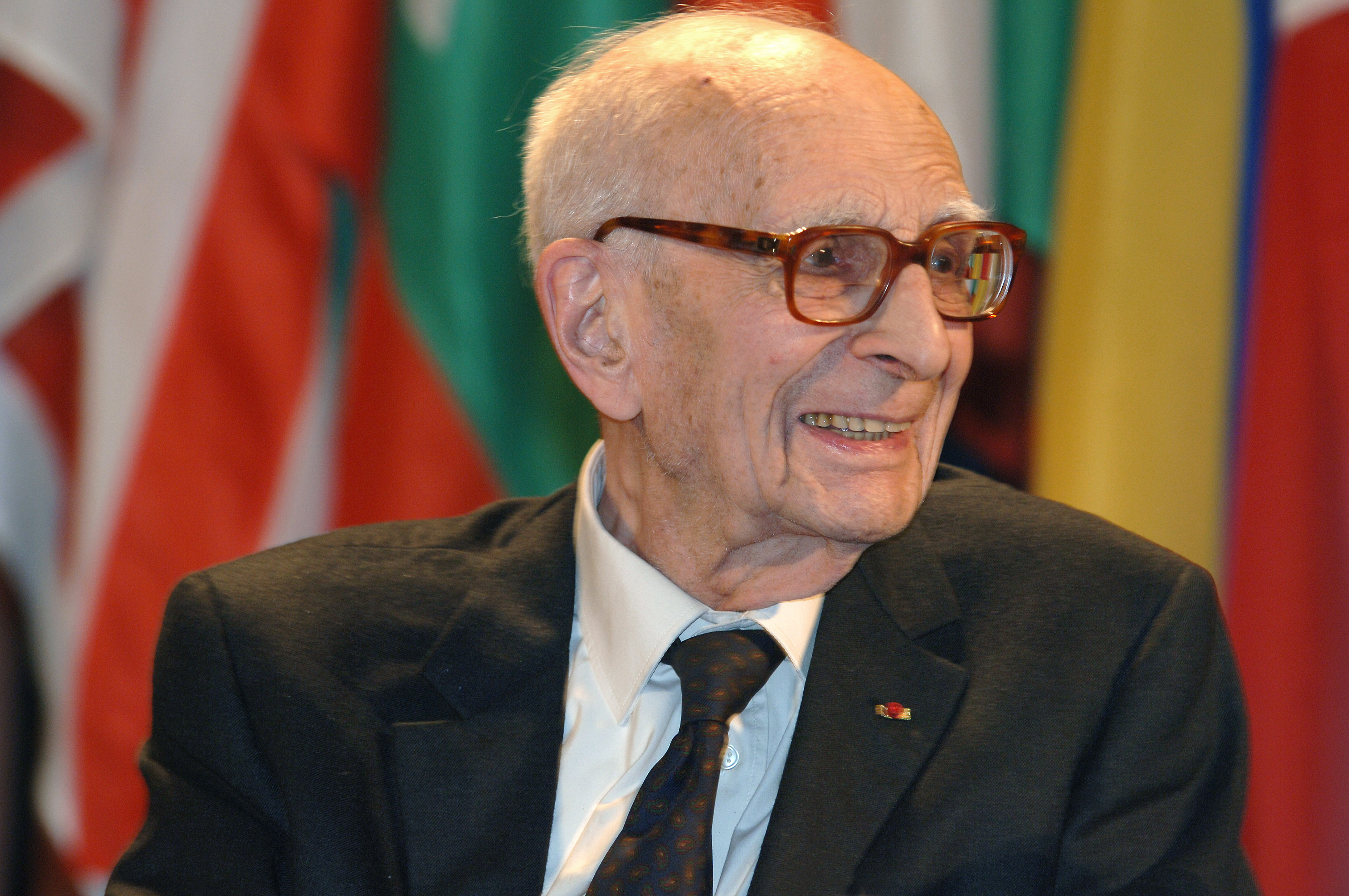
Claude Levi-Strauss

En el siglo XX, la necesidad de una amplia tolerancia para poder hablar de progreso en las culturas la ha desarrollado Levi-Strauss en sus ensayos Raza e historia y Raza y cultura. Aunque este autor advierte que no existe un progreso en términos absolutos, sino tan solo en relación con los criterios particulares de quien juzga acerca de su existencia.

(...) el progreso no es más que el máximo de los progresos en el sentido predeterminado por el gusto de cada uno.

En realidad, el esfuerzo creador y la invención, que caracterizan la noción actual de progreso, son propios de todos los pueblos. Prueba de ello es que numerosos inventos proceden de culturas no occidentales. Esto es así porque las formas más llamativas de culturas acumulativas (las que más claramente parecen progresar) no han sido culturas aisladas, sino culturas que combinan voluntaria o involuntariamente sus juegos respectivos (es decir, investigaciones e indagaciones en la naturaleza y la tecnología, por ejemplo) y se coaligan con otras. La posibilidad de progreso dependerá del número y diversidad de culturas que juegan en común. Todos los puntos de vista, todas las culturas, han de colaborar para que exista progreso. En este sentido, nuestro autor concluye que todas merecen ser toleradas en su originalidad, en cuanto representan juegos únicos. La tolerancia tiene el sentido de fomentar esta particularidad, como aportación original a las demás.
El progreso solo es posible concebirlo si existe relación e intercambio entre culturas que, no obstante, deben mantener sus propias peculiaridades. En este sentido, todas las culturas participan de un progreso y acumulan descubrimientos. En el supuesto de que una no lo hiciera, sería como consecuencia de su total aislamiento.
Afirma Levi-Strauss: 

(...) la historia acumulativa es la forma de la historia característica de estos superorganismos sociales que constituyen los grupos de sociedades, mientras que la historia estacionaria –si existe de verdad– sería la marca de ese género de vida inferior, que es el de las sociedades solitarias.

El progreso no es, por tanto, patrimonio de una sola cultura (como se ha creído, de manera etnocéntrica), sino que se da necesariamente entre varias(...) no es la propiedad de ciertas razas o de ciertas culturas que se distinguirían así de las otras.
Es necesaria la coalición de las diversas culturas, que se comuniquen y, en cierto sentido, se unan, pero que a la vez que interaccionan mantengan las diferencias, las peculiaridades que les son propias a cada una. La civilización mundial no podría ser otra cosa que la coalición, a escala mundial, de culturas que preservan cada una su originalidad, Ib., 97.
Estas reflexiones de Levi-Strauss le llevan a caracterizar la tolerancia de este modo:

(...) no es una posición contemplativa que dispensa las indulgencias a lo que fue o a lo que es; es una actitud dinámica que consiste en prever, comprender y promover aquello que quiere ser. La diversidad de las culturas humanas está detrás de nosotros, a nuestro alrededor y ante nosotros. La única exigencia que podríamos hacer valer a este respecto (...) es que se realice bajo formas, de modo que cada una de ellas sea una aportación a la mayor generosidad de los demás.

Desde los años 1950, la tolerancia se define generalmente como un estado mental de apertura hacia el otro. Se trata de admitir maneras de pensar y actuar diferentes de aquellas que uno mismo tiene. A nivel individual, y en una sociedad utópica libre, para que haya tolerancia, debe haber elección deliberada. Solo se puede ser tolerante con aquello que uno puede intentar impedir. La aceptación bajo constricción es la sumisión.
Al final de su defensa del intercambio cultural, Levi-Strauss se manifiesta fundamentalmente pesimista, pues considera que las fricciones y conflictos interculturales parecen responder a múltiples y complejas causas que las convierten en inevitables. De este modo, los contactos interculturales no siempre son tan productivos y, desgraciadamente, pueden generar serios conflictos; pero no por eso hemos de renunciar a apelar a la razón para demostrar las ventajas consecuentes del respeto y la aceptación del otro. Y por si esto fuera poco, la gravedad de los posibles conflictos podría conducirnos al suicidio colectivo, en este mundo multicultural y dinámico, según el autor francés.

## La tolerancia según Locke

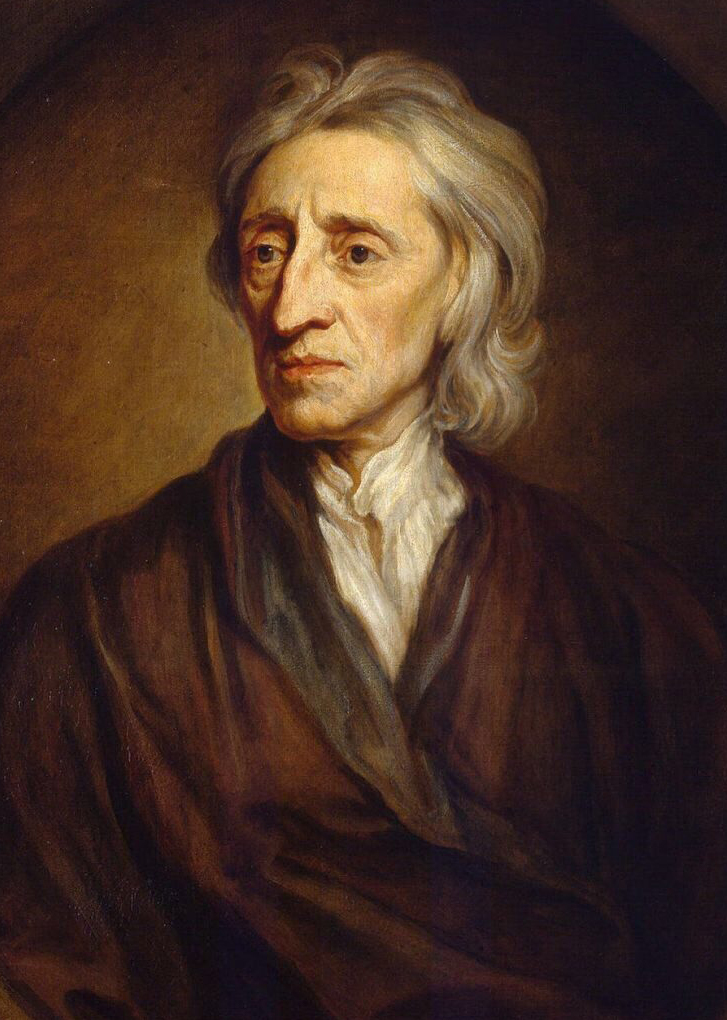
John Locke en 1697

Locke elaboró una de las más famosas y clásicas defensas de la tolerancia, en una obra que dio mucho que hablar en su tiempo. En la citada obra, desarrolla una serie de argumentos a favor de la tolerancia de los gobiernos; argumentos que en algunos aspectos aun se puede considerar que tienen una enorme vigencia. Se trata de la Carta sobre la tolerancia, escrita en 1685. Esta obra, como la naciente idea de tolerancia, resulta estrechamente vinculada al surgimiento del mundo moderno; representa la expresión y el reflejo de una concepción del estado que ha desembocado en las actuales democracias liberales, las cuales reposan sobre la libertad de los individuos; libertad que se ha de materializar, entre otras cosas, en la posibilidad de mantener cualquiera de los cultos religiosos. De hecho, el propósito estricto de la Carta fue fundamentar sobre bases firmes la libertad religiosa.
Pues bien, frente a ello, el modelo de estado democrático liberal, nacido con la Modernidad, considera necesario establecer una serie de libertades en los individuos, dentro de las cuales está la libertad religiosa, hoy, equiparable a la libertad de conciencia. Resulta inseparable la defensa de la tolerancia como consentimiento del surgimiento de este tipo de estado. La lucha contra la intolerancia y, consecuentemente, la consagración de la libertad religiosa y de conciencia como un derecho político, ha estado ligada históricamente al proceso de constitución del Estado democrático liberal, uno de cuyos elementos integrantes es el reconocimiento de la personalidad individual como origen, fin y limitación de la actividad estatal.
Pedro Bravo Gala, en la introducción a la edición citada de la obra de Locke, también señala que la marcha hacia la tolerancia aparece ligada a la marcha hacia la idea de libertad y la eliminación de coacciones por parte de los estados. En esta realización histórica de los principios individualistas, fueron hitos la Reforma Protestante, las revoluciones inglesa y americana y francesa y la Ilustración. Estos principios se resumen en la idea de libertad personal, que considera un dominio de acción exclusivo del individuo, inmune a la acción del poder político. Se defiende, desde esta perspectiva, la reducción al mínimo del grado de coacción ejercido por el estado y su influencia en la vida del individuo. Dentro de este ámbito, exclusivamente individual, se ubica la creencia religiosa. Esta tolerancia ligada a lo religioso, acabará estando a la libertad personal en todas las esferas, además de la religiosa, que no afecten al prójimo. La tolerancia, una vez desborde el campo de lo religioso, acabará íntimamente vinculada a la libertad de pensamiento.
Pero la realización práctica de la tolerancia, en un primer momento, se dio cuando grupos religiosos dominantes dejaron manifestar su diferencia al disidente, renunciando a imponer sus puntos de vista. Esto implica la separación de la política y la vida religiosa; el estado solo ha de intervenir en lo público. Lo religioso, como perteneciente al ámbito de lo privado, deja de ser de su incumbencia. Esta será la idea fundamental de la Carta; la separación entre la Iglesia y el Estado, entre el Trono y el Altar. La defensa de la tolerancia hecha por Locke, por tanto, deriva de su filosofía política, la cual propugna un modelo de estado cuyas funciones son tan solo preservar la vida, libertad y propiedades de sus ciudadanos. El camino para ser feliz o adorar a Dios que cada uno escoja no pertenece al ámbito de la regulación estatal. Pero veamos los argumentos desarrollados en la Carta, de modo más analítico.
Comienza esta obra con la aseveración La tolerancia es la característica de la verdadera Iglesia (pág. 3). La coacción para convertir no es algo que se desprenda del mensaje cristiano, sino la caridad y la virtud. No se puede "amar" persiguiendo y atormentando. Más bien, del cristianismo se desprende todo lo contrario: 

la tolerancia de aquellos que difieren de otros en materia de religión se ajusta tanto al Evangelio de Jesucristo y a la genuina razón de la humanidad, que parece monstruoso que haya hombres tan ciegos como para no percibir con igual claridad su necesidad y sus ventajas
 (pág. 8)

. 
Esta sería la justificación teológica de la tolerancia religiosa, en la que Locke usa el sentido del propio cristianismo para justificar una tolerancia de raíz cristiana.
El argumento más poderoso parte de la separación de lo civil y lo religioso. Locke insiste en descubrir el engaño que supone cometer maldades encubriéndose en el interés general o en la religión. No debe ser esa la actuación o función del Estado. Más bien, este es una sociedad de hombres constituida solamente para procurar, preservar y hacer avanzar sus propios intereses de índole civil (pág. 8). El magistrado ha de velar por estos intereses de manera justa, pero no es de su competencia la salvación de las almas, porque:
1. El cuidado de las almas no está encomendado al magistrado civil ni a ningún otro hombre (pág. 9), ni por Dios ni por los otros hombres.
2. Su poder no alcanza el ámbito de la creencia, pues todo lo más que se puede hacer en este terreno es persuadir, pero no mandar. No es posible mandar que se crea algo; los castigos no son eficaces para producir la fe verdadera. La fe no es fe si no se cree (pág. 10).
3. Si el magistrado tuviera que ver en las cuestiones de salvación, los hombres deberían su felicidad o su miseria eternas a los lugares donde hubieran nacido (pág 12), quedando descartada la responsabilidad del propio individuo.

Y si no es labor del magistrado coaccionar para convertir a la religión, tampoco lo es de la Iglesia, la cual es una sociedad libre y voluntaria (pág. 13) que no debe ejercer autoridad. Al menos, Cristo nunca lo dijo. Afirma nuestro filósofo: yo no comprendo cómo puede llamarse Iglesia de Cristo una Iglesia que esté establecida sobre leyes que no son de Él (...) (pág. 16). Cristo jamás expresó que hubiera que perseguir para convertir. En todo caso, se puede exhortar y aconsejar, e incluso expulsar de la Iglesia, pero nada más. Ejercer la fuerza solo le corresponde al magistrado, quien tampoco la debe emplear para algo más que para garantizar las libertades.
¿Hasta dónde se extiende el deber de tolerancia y en qué medida obliga a cada uno? Locke aborda el tema de los límites de lo tolerable en cuatro puntos:
1. Ninguna Iglesia está obligada en virtud del deber de tolerancia a retener en su seno a una persona que, después de haber sido amonestada, continúa obstinadamente transgrediendo las leyes de la sociedad (pág. 18). Nunca cabe el uso de la fuerza o el castigo, pero sí se justifica la expulsión del propio seno de quien no se amolda a las reglas de la sociedad eclesiástica.
2. Ninguna persona privada tiene derecho alguno, en ningún caso, a perjudicar a otra persona en sus goces civiles porque sea de otra Iglesia o religión (pág. 18). La tolerancia no Solo debe ejercerla el magistrado, sino las propias Iglesias entre sí, pues el poder civil no les corresponde. Solo el poder civil puede coaccionar, pero tampoco puede hacerlo para obligar a seguir una religión determinada. Resulta intolerable, por tanto, quien procure emplear la fuerza para coaccionar en materia religiosa.

Quien debe decidir qué Iglesia es la verdadera es solo Dios. No se puede saber cuál lo es, y aunque se supiera, la verdadera Iglesia no tendría derecho a destruir a la otra. En esto, Locke propugna una amplia libertad religiosa: 

Nadie, (...), ni las personas individuales ni las Iglesias, ni siquiera los Estados, tienen justos títulos para invadir los derechos civiles y las propiedades mundanas de los demás bajo el pretexto de la religión
Pág. 22

. 
Esto es porque 

Ni la paz, ni la seguridad, ni siquiera la amistad común, pueden establecerse o preservarse entre los hombres mientras prevalezca la opinión de que el dominio está fundado en la gracia y que la religión ha de ser propagada por la fuerza de las armas
Pág. 23

. 
Lo cual quiere decir que nunca habrá paz mientras no haya tolerancia. Este es uno de los principales motivos esgrimidos por numerosos pensadores para pretender la universalización de un espíritu de tolerancia que englobe diversos aspectos.
3.º La autoridad de los curas no puede ir más allá de lo estrictamente religioso: La Iglesia en sí es una cosa absolutamente distinta y separada del Estado (pág. 23). En esta idea se soporta todo argumento a favor de la tolerancia. Si se mezclan Iglesia (Religión) y Estado, si el Estado asume funciones religiosas, será imposible que tengamos una sociedad tolerante, por lo menos en lo religioso. Con este espíritu, las constituciones de los actuales estados democráticos declaran la aconfesionalidad de los mismos. Si un estado es confesional, las libertades no están garantizadas, en la medida en que se impone un modo de vida. La tolerancia política requiere un Estado neutral en cuanto a religión se refiere.
4.º Nuevamente, insiste Locke: "El cuidado de las almas no corresponde al magistrado". (pág. 26). No se puede salvar a los hombres contra su voluntad y, además, la mayoría de las veces las discrepancias lo son en cuestiones frívolas. Cuál sea el camino correcto lo dilucida cada hombre en privado. Sea o no por consejo de una Iglesia, si no hay íntima convicción, no hay salvación. Solamente la fe y la sinceridad interior procuran la aceptación de Dios (pág. 33).
En suma, todo el razonamiento de Locke se basa en la separación de lo civil y lo religioso. El bien público es la regla y medida de toda actividad legislativa (pág. 35). Esto quiere decir que el Estado solo debe prohibir aquello que perjudique a terceros. Es cierto que no debe permitir las opiniones contrarias a la sociedad humana o a las reglas morales necesarias para la preservación de la sociedad civil, pero normalmente, este no es el caso de las religiones. El papel de las leyes no es cuidar de la verdad de las opiniones, sino de la seguridad del Estado y de los bienes y de la persona de cada hombre en particular (pág. 48). La perdición de un alma no conlleva perjuicio a terceros. Si el Estado se inmiscuye en la "salvación" de sus súbditos, si obliga en materia religiosa, la paz no está garantizada. En cambio, «Los gobiernos justos y moderados están tranquilos en todas partes, y en todas partes seguros, pero la opresión levanta fermentos y hace a los hombres luchar para liberarse de un yugo molesto y tiránico» (pág. 65).
En síntesis, no se debe intervenir o coaccionar en asuntos religiosos. Esto se justifica a partir de varios argumentos:
1. Un argumento político: Los males de la sociedad provienen de la intolerancia, no de la división. No es necesaria la unidad de fe y culto para mantener el orden; aún más, la tolerancia es lo que garantiza la paz social.
2. Varios argumentos teológicos:
  1. La Iglesia es una sociedad libre y voluntaria.
  2. La creencia y el culto han de ser sinceros.
  3. La persecución es anticristiana.
3. Un argumento racionalista: La conciencia es incoaccionable. Se ha de aceptar, además, la natural ignorancia humana ante la oscuridad del mundo y se ha de confiar en las virtudes de la discusión para descubrir la verdad. Esta idea la desarrollará principalmente, en el pensamiento liberal, John Stuart Mill.

## Voltaire y elTratado de la tolerancia

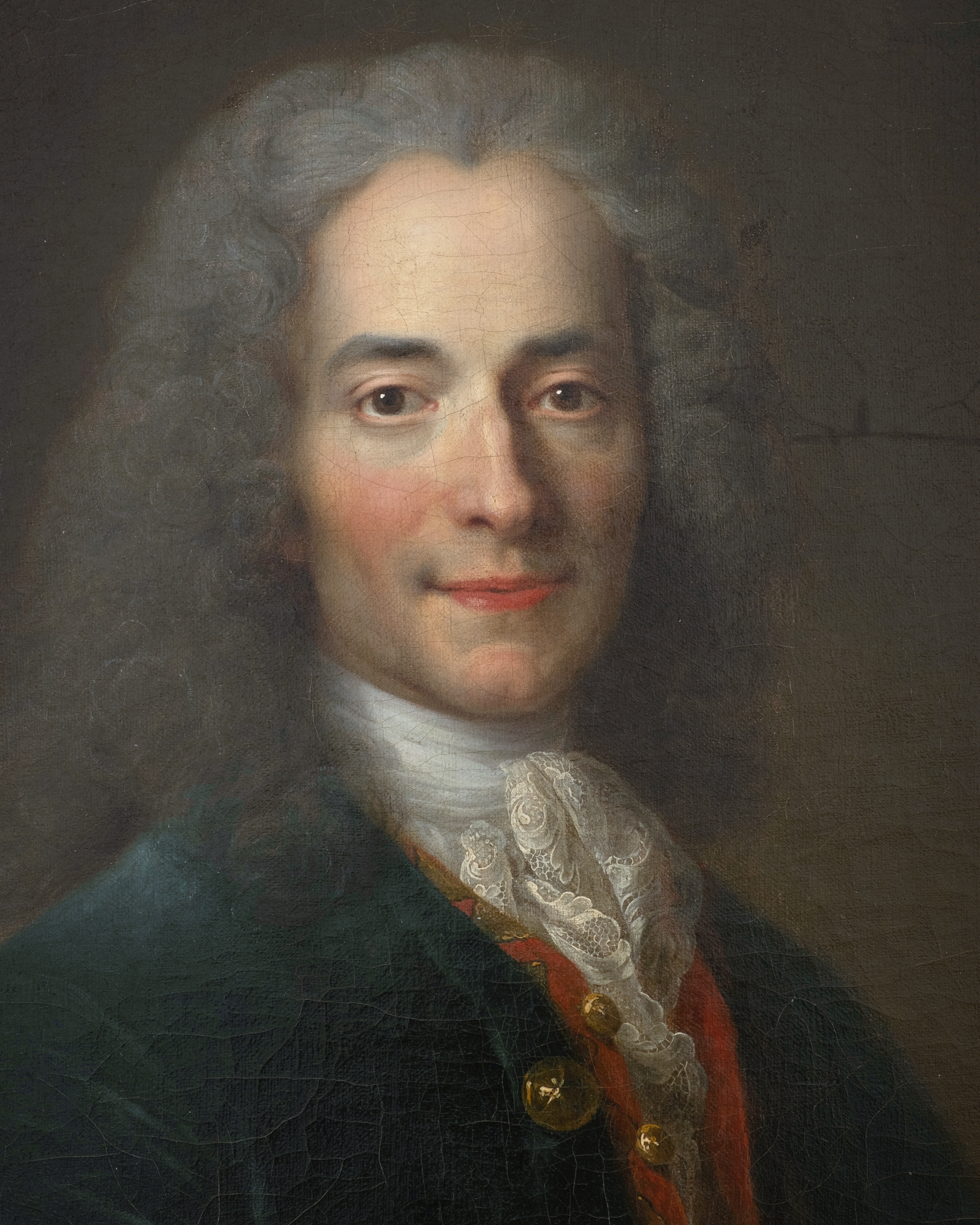
Voltaire

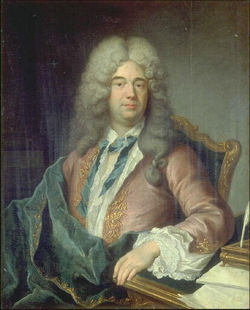
Jean-Baptiste Rousseau

Otro autor de la Ilustración, además de Locke, que abordó directamente la problemática de la tolerancia fue Voltaire (1694-1778). A través de su Tratado de la tolerancia y en los artículos Fanatismo y Tolerancia de su Diccionario filosófico nos encontramos con argumentos que confirman y complementan la defensa de la tolerancia hecha por Locke. También, aunque de menor importancia, escribió un extenso poema sobre la tolerancia: La Henriade, en 1723, donde critica el fanatismo y sus trágicas consecuencias.
La tolerancia por respeto al individuo se podría formular como:

No estoy de acuerdo contigo, pero te dejo que lo hagas por respeto a las diferencias.

La tolerancia para la defensa de un ideal de libertad, está perfectamente ilustrada por una célebre citación atribuida de manera apócrifa a Voltaire, pero que en realidad fue utilizada por la escritora S. G. Tallentyre –seudónimo de Evelyn Beatrice Hall– como ilustración de las creencias de Voltaire en la biografía que escribió de él.: No estoy de acuerdo con lo que me dices, pero lucharé hasta el final para que puedas decirlo.
Las citas de Voltaire se han extraído de la siguiente edición del Tratado de la tolerancia: Editorial Crítica, Barcelona, 1992. Y del Diccionario de filosofía, Akal, Madrid, 1985.
Voltaire representa el ala radical de la Ilustración francesa. Su obra significa la última consecuencia del espíritu crítico ilustrado. Se debate entre el optimismo y la confianza en el ser humano, por un lado, y la desesperación ante la estupidez humana que lo contradice. Esta estupidez solo podrá curarse con la Ilustración, esto es, con la supresión del prejuicio y la aplicación de la razón crítica a las costumbres sociales, la política y el conocimiento. En esta línea se desarrolla la defensa de la tolerancia que esboza en su tratado. No obstante, en oposición a Leibniz (con cuyo exagerado optimismo se enfrenta directamente) y a Rousseau, no elimina un marcado pesimismo que le lleva a reconocer la existencia y predominio del mal, ante lo cual la razón se debate impotente. Esto no le impide apelar a ella, a la sana razón humana, para que intervenga en la lucha a favor del bien. Esta lucha es la del mal contra el bien, del saber contra la ignorancia, de la prudencia contra el fanatismo.
En el Tratado, Voltaire parte del asunto de Calas, un caso real de persecución desatada contra una familia de calvinistas franceses. En 1762 fue ejecutado el comerciante Juan Calas, bajo la falsa acusación de haber asesinado a su hijo porque este pretendía convertirse al catolicismo. Alrededor de este asunto, se desarrolló una trama de sucesos, narrada por Voltaire, donde se puso de manifiesto una vez más la intolerancia y el fanatismo de la misma sociedad que los ilustrados querían "salvar" desde la razón y su hermana gemela, la libertad. Ante tales acontecimientos, nuestro autor exclama Parece que el fanatismo, indignado por el éxito de la razón, se vuelve contra ella con más rabia (pág. 15).
Pues bien, afirma, mientras existan pueblos y gobernantes intolerantes, habrá guerras, tumultos y, por tanto, desgracia. Por el contrario, la tolerancia proporciona paz y prosperidad a la sociedad. En este sentido, escribe: (...), esa tolerancia jamás produjo guerras civiles; la intolerancia ha convertido la tierra en una carnicería (pág. 33). La tolerancia se presenta como principio para la convivencia, como único modo de vivir en paz y libremente: 

(...) y el gran principio, el principio universal de uno y otro, está en toda la tierra: 'No hagas lo que no quieras que te hagan'. Pues bien, si se sigue este principio no se advierte cómo un hombre puede decir a otro: 'Cree lo que yo creo y que tú no puedes creer o morirás'
Pág. 39.

La intolerancia se opone a cuanto de racional hay en el hombre y nos acerca a las fieras: 

(...) el derecho de intolerancia es absurdo y bárbaro; es el derecho de los tigres; es mucho más horrible aun, porque los tigres no se destrozan sino para comer, y nosotros nos hemos exterminado por unas frases
Pág. 40.

Voltaire apela a la Historia para demostrar que (...) de todos los pueblos civilizados de la antigüedad, ninguno cohibió la libertad de pensamiento (pág. 41).
Argumenta, como ya había hecho Locke, que la persecución intolerante es incoherente con el verdadero espíritu cristiano, lo que contradice la trayectoria de fanatismo que la Iglesia ha mantenido durante siglos. «Si no me engaño, hay muy pocos pasajes en los Evangelios, de los que el espíritu perseguidor haya podido inferir que la intolerancia y la coacción son legítimas» (pág. 85). Voltaire comenta y cita numerosos episodios bíblicos que apoyan esta idea. En el Diccionario filosófico, afirma: «De todas las religiones, la cristiana es, sin duda, la que tiene que inspirar más tolerancia, aunque hasta aquí los cristianos hayan sido los más intolerantes de todos los hombres» (pág. 497).
Donde no hay razón, abunda la intolerancia. Queremos resaltar el énfasis pionero que pone en ello nuestro filósofo. De la superstición, nace el fanatismo. Existe, por tanto, una estrecha relación entre la tolerancia y el espíritu crítico y racional que nos conduce al conocimiento del mundo y de nosotros mismos; como conclusión de su Tratado, Voltaire lo afirma:

Solo los espíritus razonables piensan noblemente; cabezas coronadas, almas dignas de su rango, han dado grandes ejemplos en esta ocasión. Sus nombres serán señalados en los fastos de la filosofía, que consiste en el horror a la superstición, y en esa caridad universal que Cicerón recomienda: Charitas humani generis. Esa caridad, cuyo nombre se ha apropiado la teología, como si sólo a ella perteneciese, pero cuya realidad ha proscrito con frecuencia. Caridad, amor al género humano; virtud desconocida de los embaucadores, de los pedantes que argumentan y de los fanáticos que persiguen
(pág. 171).

Otro motivo, que se suma a los ya expuestos, para fomentar una actitud tolerante es la evidencia de que somos seres imperfectos, a quienes cuesta hallar verdades. En el Diccionario filosófico afirma en este sentido: Todos estamos modelados de debilidades y de errores. Perdonémonos las necedades recíprocamente, (...) (pág. 494) (...) tenemos que tolerarnos mutuamente, porque somos débiles, inconsecuentes y sujetos a la mutabilidad y al error (pág. 501).
Por último, es muy digno de mención, además de la justificación de la tolerancia que desde su espíritu comprometido e ilustrado acomete, el sentido profundo de un lema que él hizo famoso: Écrasez l´infâme! (¡No dejes de pisotear al infame!). Lo podemos parafrasear como no toleres jamás la intolerancia. Es decir, la propia tolerancia apunta hacia unos límites que no puede traspasar, so pena de dejar de serlo.

## John Stuart Mill y la defensa de la libertad de pensamiento

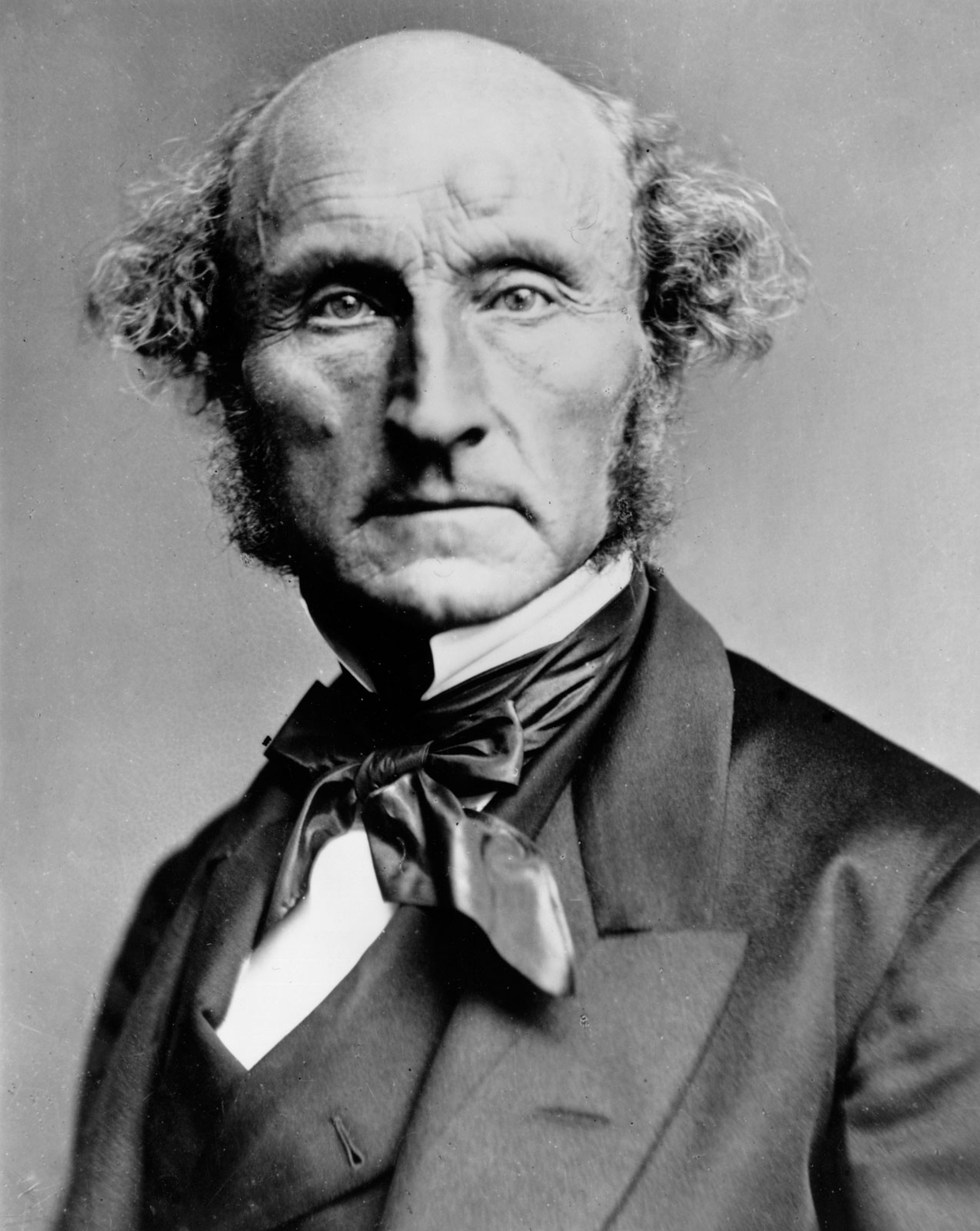
John Stuart Mill, ca. 1870

John Stuart Mill escribió la que podría considerarse una de las mejores defensas de la tolerancia y la libertad de pensamiento que jamás se hayan hecho. Se trata del ya clásico escrito Sobre la libertad, elaborado en 1859. Vamos a resumir brevemente las ideas que en él se contienen, destacando como aspecto novedoso y superador de anteriores concepciones de la “tolerancia” las relaciones existentes entre tolerancia y libertad.
En la introducción, afirma J. S. Mill que, al escribir esta obra, lo mueve la pretensión de ocuparse de la libertad en su sentido político, es decir, de los límites que se han de poner al poder de la sociedad sobre el individuo. Esta es una pretensión, nos dice, que se ha tenido en todas las épocas, desde los tiempos en los que era necesario protegerse de los excesos de una tiranía, hasta aquellos en los que es la mayoría, en un gobierno democrático, quien ejerce su opresión. Esto es así porque no siempre quien gobierna representa verdaderamente al pueblo gobernado. 

El pueblo que ejerce el poder no es siempre el mismo pueblo sobre el cual es ejercido (...). El pueblo, por consiguiente, puede desear oprimir a una parte de sí mismo, y las precauciones son tan útiles contra esto como contra cualquier otro abuso del Poder
Pág. 59.

En este sentido, también la mayoría puede ejercer su tiranía. Habría, por tanto, que colocar un límite, y más sabiendo que 

(...) los gustos o disgustos de la sociedad o de alguna poderosa porción de ella, son los que principal y prácticamente han determinado las reglas impuestas a la general observancia con la sanción de la ley o de la opinión
(P. 62).

La opinión de Mill es que el gobierno solo se halla legitimado para intervenir si hay que evitar daños a terceros; el propio bien de la persona, físico o moral, no es justificación suficiente. Esta es su respuesta a las acciones emprendidas por numerosos gobiernos, a lo largo de la historia, a fin de garantizar la salvación eterna de los súbditos. Cuando Locke afirmaba que el Estado no tiene autoridad en cuestiones religiosas, nos estaba planteando por adelantado esta idea política que desarrollará Mill. De nuevo, la tolerancia gubernamental nos viene asociada a la separación del poder del ámbito privado de la vida de los ciudadanos. Este ámbito incluye las decisiones respecto a la propia felicidad, que solo conciernen a los propios individuos. Cada uno, defiende Mill, es soberano de sí mismo. En un marco histórico adecuado, por tanto, se ha de dar la libertad como posibilidad de labrarse el propio camino de la felicidad, sin ser obligados a vivir a la manera de otros, y sin que privemos a otros de seguir su camino. Resulta fundamental esta distinción, ya vista en Locke, entre una esfera pública y otra privada en la sociedad.
Acto seguido, Mill desarrolla por extenso una excelente defensa de la libertad de pensamiento y discusión. Esta libertad se basaría en el respeto a las opiniones ajenas y a la expresión de las mismas. Se opone nuestro autor a todo tipo de censura, que no conduce sino a la conversión de lo defendido en dogma, a una cristalización o congelación del pensamiento cuya consecuencia es el alejamiento de la verdad, ya que esta requiere la batalla con sus contrarios para ser profundizada. Esta es una de las consecuencias negativas de la intolerancia. La censura, como manifestación de la intolerancia, no solo no es buena para el progreso, sino que es causante de terribles errores, ya que aleja del auténtico modo de conocer las cosas. Apoya Mill esta tesis en la historia y muestra que para que la verdad prospere ha de darse la discusión libre (La especulación libre y audaz sobre los problemas más elevados) y el respeto a todas las opiniones. «Solo a través de la diversidad de opiniones puede abrirse paso la verdad» (pág. 114) Para el libre desenvolvimiento del genio, por tanto, es preciso garantizar la libertad, de manera que la diversidad sea tolerada e integrada en el común debate que garantiza la paz y el progreso.
El planteamiento de Mill para justificar la tolerancia como medio de asegurar nuestro camino hacia la verdad, se basa en una triple posibilidad: Que la opinión aceptada pueda ser falsa y, por consiguiente, alguna otra pueda ser verdadera, o que siendo verdadera sea esencial un conflicto con el error opuesto para la clara comprensión y profundo sentimiento de su verdad (pág. 111). La tercera posibilidad es que ambas perspectivas tengan algo de verdaderas. En cualquier caso, la censura de las opiniones ajenas se opone al progreso (entendiendo este como el crecimiento de conocimientos acerca del universo y sus consecuencias práctico-morales), pues atenta contra la búsqueda racional de verdades. La verdad solo puede desvelarse en un marco de tolerancia donde tengan cabida diversas perspectivas. Esto constituye una utilidad racional o epistemológica de la tolerancia.
La tolerancia, en efecto, tiene una de sus principales justificaciones en que resulta imprescindible para el conocimiento. Si queremos saber, hemos de estar dispuestos a aprender de los demás y a cuestionar nuestra opinión. En esto radica el talante tolerante. Este carácter no es sino el de quien sabe escuchar a los demás y dialogar con ellos sin más pretensión que la búsqueda de la verdad. Para ello, resulta necesaria la autenticidad y la lealtad en la discusión. Si se discute con otras pretensiones, no estamos buscando verdades ni siguiendo las reglas de una discusión racional.
Las consideraciones expuestas conducen, de modo ineludible, a la exaltación de la particularidad y así lo hace nuestro autor. Es preciso respetar lo concreto, en la medida en que participa de una parte de verdad. Frente a las concepciones esencialistas que tratan de imponer una única perspectiva a la diversidad y ven mal la multiplicación de modos, Mill afirma que (...) la diversidad no es un mal, sino un bien (pág. 126). Por ello la valora: (...) El libre desenvolvimiento de la individualidad es uno de los principios esenciales del bienestar (pág. 127). Esta individualidad puede ser la manifestada por una joven generación respecto a la precedente. Es un hecho que no somos seres mecánicos que imitan y siguen ciegamente una costumbre. Por eso, la juventud debe usar e interpretar a su manera particular lo recibido. Hay que resaltar y defender la originalidad, cuidando de que la sociedad no la sofoque, como ocurre con todo tipo de despotismo. En relación con esto, Mill nos dice que «es solo el cultivo de la individualidad lo que produce, o puede producir, seres humanos bien desarrollados» (pág. 136). Para ello es preciso un entorno de libertad, para que el genio se desenvuelva sin ataduras. En esto se fundamenta la valoración de la diversidad y la justificación de la tolerancia hacia los modos singulares de la existencia.
En los capítulos posteriores de su obra, Mill apunta a una serie de consideraciones que giran en torno a la problemática acerca de los límites de la tolerancia; es decir, ¿hasta dónde se puede permitir la libertad de acción por parte de los individuos?- ¿Hasta qué punto debemos tolerar y cuándo no? Básicamente, la respuesta de nuestro autor es que siempre podemos actuar, mientras no perjudiquemos los intereses del otro. Es decir, en lo que concierne exclusivamente a uno mismo, nadie debe intervenir. La intervención del Estado solo se justifica cuando una acción tiene repercusiones en otras personas. Se puede y debe tolerar todo, siempre y cuando lo tolerado no se muestre, a su vez, intolerante. Es en ese punto donde ubicamos los límites de la tolerancia.
Como vemos, la tolerancia se relaciona estrechamente con la libertad. De hecho, su defensa aparece vinculada al liberalismo político, movimiento ideológico que aboga por las libertades individuales y del cual J.S. Mill es un representante. Con posterioridad, y actualmente, la defensa de la tolerancia se conecta con la apuesta democrática por el respeto a las ideas o rasgos de los demás que no compartimos, teniendo un componente solidario que falta al individualismo liberal. En todo caso, la tolerancia aparece como algo propio del sistema político democrático, y, por el contrario, como algo fundamentalmente opuesto a los sistemas totalitarios que pueden albergar actitudes racistas, xenófobas o violentas. El adelanto de Mill respecto a Locke estriba en la exaltación expresa de la diversidad. En efecto, la pluralidad es una característica de la naturaleza humana, y oponerse a ella es irracional e inmoral. De su obra se desprende que es preferible mantener la autonomía más que el acierto en la elección. A la larga, la autonomía garantiza el progreso.

## Tolerancia religiosa
La tolerancia religiosa es una actitud adoptada ante confesiones de fe diferentes o ante manifestaciones públicas de religiones diferentes. Ejemplo, el edicto de Tolerancia de 1786 (Francia) autoriza la construcción de lugares de culto para los protestantes con la condición de que su campanario sea menos alto que el de las iglesias católicas.
La secta, es la Iglesia del otro, André Comte-Sponville, Diccionario de filosofía.
Hay que diferenciar tres dominios de tolerancia religiosa. En primer lugar, la tolerancia inscrita en los textos sagrados a los que la religión se refiere. Después, la interpretación que las autoridades religiosas han hecho de ella. Y por fin, la tolerancia del fiel, que, aunque guiado por su fe, no por ello permanece menos individual.
A pesar de que cada religión haya evolucionado más o menos independientemente, se constatan tres grandes tendencias ligadas a tres grandes periodos de la historia.

### El politeísmo antiguo
En el politeísmo antiguo (antes de la era cristiana), con frecuencia se constatan intercambios de divinidades de un panteón al otro, en particular en Europa del Norte y en Oriente Próximo. Podemos citar por ejemplo el caso de la civilización del antiguo Egipto, para el cual la tolerancia religiosa era un pilar (salvo durante el periodo de Akhenaton) y en cuyo país se albergó, en numerosas épocas, templos de divinidades extranjeras (Baal, Astarté, etc.). Lo mismo para Roma con la adopción de la diosa Isis.
No se puede hablar de tolerancia en el caso del panteón romano cuyo culto se confunde con el de la ciudad, y del emperador a partir de Augusto.
- Por un lado la religión no se concibe como una expresión de la relación de un individuo con una divinidad, sino como la relación de un individuo con la sociedad romana en la cual el mismo debe integrarse, o también como la relación de una ciudad a su destino (Louis Gernet, la religión romana, Albin Michel). Los Viejos Romanos solo conocen una religio: la suya; pero, seguidamente, la cultura romana se heleniza y se abre a cultos muy diferentes del mos maiorum (la costumbre); los otros cultos, si no se pueden captar (procedimiento de captatio) son considerados como superstitio. En la época de los apologistas, Celso testifica que no se trata, en lo que concierne al cristianismo, de tolerancia como apertura a los valores de otro, sino de tolerancia a aquello que no destruye el orden público. Solo el judaísmo se beneficia del estatus de religio licita al lado de la religión nacional.
- La importación de los cultos orientales (Isis, Mithra, etc.) por los soldados romanos que han participado en las batallas orientales, representa al contrario una modificación del sentimiento religioso. No se trata de intercambio de divinidades sino de considerarse como devoto de Isis lo cual no impide la participación en los cultos urbanos. En cierta forma, el culto de Isis sustituye a las divinidades familiares para el soldado errante.

Solamente en el 311 un edicto de tolerancia, el edicto de Milán decreta la libertad de todos los cultos.

### El monoteísmo
Con el desarrollo del monoteísmo (judaico, cristiano, e islámico) aparece la noción de exclusividad de lo divino.
- Judaísmo: No tendrás otro dios frente a mí. (Éxodo 20,3).
- Cristianismo: Creo en Dios, Padre Todopoderoso, Creador del cielo y de la tierra. (Símobolo de los Apóstoles, siglo II)

- Catolicismo: en 392 Ambrosio de Milán obtiene de Teodosio II un edicto que autoriza la ejecución de judíos, paganos y heréticos.
- Protestantismo: Diremos que se debe permitir la libertad de consciencia? De ninguna manera, si se trata de la libertad de adorar a Dios cada uno a su manera. Es un dogma diabólico., Teodoro de Beza, 1570. En esto Teodoro de Beza es un excelente testigo de los primeros 150 años del protestantismo que fueron tan autoritarios como el catolicismo. Sin embargo, el giro tuvo lugar con John Locke y su carta sobre la tolerancia interviniendo en el conflicto entre la corriente calvinista y dogmática, y los Remostrantes.

- Islam: No hay más Dios que Alá pero también sin constricción en religión (Corán 256/2).

Se entiende pues que la tolerancia no es una virtud intrínseca de tal o cual religión sino que depende de la elección de sus individuos y de sus jerarquías así como de su capacidad para asociarse con un poder.

### El diálogo interreligioso
Así mismo, la tolerancia no siempre ha existido. Ya Platón, según un rumor del que se hizo eco Diógenes Laercio, habría querido quemar en la plaza pública las obras de Demócrito. La apertura de la cultura griega a las culturas exteriores y el diálogo continuo de los filósofos entre ellos han generado un clima intelectual tenso pero propicio a los intercambios y a la reflexión. El la filosofía de las luces la que transforma aquello que parecía una debilidad para san Agustín de Hipona, teórico de la persecución legítima, tal y como lo presentaba Bossuet.
En el símbolo del giro es esta frase de Voltaire: no me gustan tus ideas pero lucharé para que puedas expresarlas. Se constituye entonces un movimiento intelectual que lucha contra las intolerancias del cristianismo: De todas las religiones, la cristiana es sin duda la que debe inspirar mayor tolerancia, aunque hasta ahora los cristianos hayan sido los más intolerantes de todos los hombres. (Diccionario filosófico, artículo Tolerancia 7).
El desarrollo de las ciencias religiosas en la filosofía alemana del siglo XIX ha permitido el establecimiento de un saber laico sobre el fenómeno religioso que es percibido como una amenaza por las religiones. Tal fue la apuesta de la crisis modernista, tal es aún la apuesta de bastantes conflictos que tiene algo que ver con el fenómeno religioso.
Los medios de transporte y de comunicación del siglo XIX y del siglo XX han permitido intercambios culturales que no facilitan tanto el diálogo interreligioso. La democratización del viaje se hace por el método del viaje organizado que raramente permite un encuentro con el autóctono. Por el contrario, los intercambios de estudiantes, hasta ahora reservados a las clases superiores de los países desarrollados, podrían mejorar la situación por medio de subvenciones europeas, tales como el Programa Erasmus.
Por el hecho de que la mayoría de las religiones tienen vocación para enseñar solo aquello que cree verdadero, designando por todas las variantes de lo falso a todo aquello que no han expresado ellas mismas (método de los epiciclos copernicanos descrito por primera vez en el dominio religioso por John Hick en God Has Many Names  (1987) y popularizado desde entonces por Régis Debray en El Fuego sagrado: Función de lo religioso, Fayard, 2003), no se puede decir que la cultura religiosa del Europeo medio haya avanzado mucho.
La reflexión sobre la verdad religiosa, a pesar de estar bien descrita por Michel de Certeau s.j. en La invención de lo cotidiano, t. II: maneras de creer no ha sido retomada por religión alguna. El creyente ignora pues lo sagrado de los demás y exige de esos mismos demás la reverencia para aquello en lo que él cree, reverencia que él por su parte no está dispuesto a manifestar hacia sus interlocutores.